# Георг Августин фон Щубенберг
Георг Августин фон Щубенберг (немски: Georg Augustin zu Stubenberg; * 1628; † октомври 1691, Зулцбах) е граф, господар от род Щубенберг в Щирия, Австрия.

## Произход и смърт
Той е единствен син на Георг Зигмунд фон Щубенберг (1570 – 1632) и третата му съпруга Регина Сибила Кевенхюлер-Айхелберг (1608 – 1666), дъщеря на фрайхер Августин III Кевенхюлер-Айхелберг (1580 – 1625) и Анна Маргарета фон Виндиш-Грец (1594/1585 – 1629). По-голямата му полусестра Зигуна Елизабет фон Щубенберг (* 9 септември 1608; † 18 февруари 1676, Йоденбург) е омъжена на 21 април 1624 г. за Зигмунд Кевенхюлер (* 4 септември 1597, Клагенфурт; † 16 май 1656, Унгария), син на Франц Кристоф Кевенхюлер (1562 – 1607) и Кресценция фон Щубенберг (* 1574).
Георг Августин фон Щубенберг умира бездетен на 63 години през октомври 1691 г. в Зулцбах.

## Фамилия
Първи брак: на 26 септември 1659 г. с Амалия Кевенхюлер (* 19 май 1632; † 26 октомври 1661), дъщеря на фрайхер Паул I Кевенхюлер, фрайхер на Вернберг († 1655) и Регина Катарина фон Виндиш-Грец (1597 – 1644), дъщеря на граф Андреас II фон Виндиш-Грец (1567 – 1600) и фрайин Регина фон Дитрихщайн-Финкенщайн (1567 – 1618). Тя е внучка на Зигмунд V фон Кевенхюлер, фрайхер на Вернберг (1558 – 1594) и Регина фон Танхаузен (1569 – 1624). Бракът е бездетен.
Втори брак: на 12 юли 1663 г. с графиня Луиза/Лудовика фон Залм-Даун, вилд- и Райнграфиня в Даун (1631 – 1687), дъщеря на граф Волфганг Фридрих фон Залм, вилд- и Райнграф в Даун (1589 – 1638) и графиня Елизабет фон Золмс-Браунфелс (1593 – 1636). Бракът е бездетен.